# Université de Takushoku
L'université de Takushoku (拓殖 大学; Takushoku Daigaku, aussi appelée 拓大 Takudai) est une université privée japonaise fondée en 1900 par le prince Tarō Katsura (1848-1913). L'université est située à Tokyo et a deux campus : le campus principal dans l'arrondissement de Bunkyō, et un campus secondaire dans l'arrondissement d'Hachiōji. L'université de Takushoku a cinq corps enseignant commerce, sciences politiques et sciences économiques, langues étrangères, études internationales, et technologie.

## Histoire
À l'origine, l'université de Takushoku s'appelait "école associative de Taïwan", et fut fondée pour instruire des diplômés pour contribuer au développement de Taïwan. En 1907, elle fut rebaptisée "école professionnelle d'association orientale". En 1918, il a adopté son nom actuel d'université de Takushoku.
L'université de Takushoku a formé plusieurs administrateurs du Japon, et plusieurs d'entre eux qui étaient également karatéka (praticiens du karaté) ont assumé des postes administratives dans l'association japonaise de karaté fondée en 1949. Le club de karaté de l'université a été fondé en 1924, celui-ci a instruit beaucoup d'instructeurs et de compétiteurs de karaté. L'université a également un programme de judo.

## Alumni

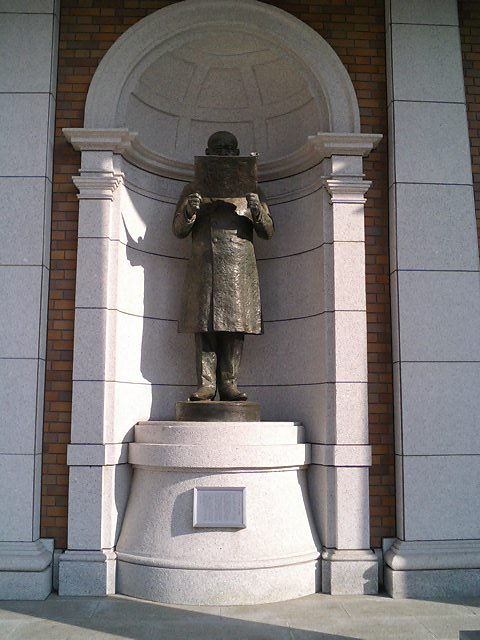
Statue de Tarō Katsura, fondateur de l'université de Takushoku.

L'écrivain taïwanais Ko Bunyu (黄文雄) a fait partie du personnel de l'université. Les élèves célèbres de l'université de Takushoku sont les suivants:
- Akira Yaegashi (1983–), boxeur
- Asai Tetsuhiko (1935–2006), maître de karaté Shōtōkan-ryū
- Asano Shirō (1939–), maître de karaté Shōtōkan-ryū
- Enoeda Keinosuke (1935–2003), maître de karaté Shōtōkan-ryū
- Eto Batara (1979–), ingénieur en logiciel
- Higaonna Morio (1938–), maître de karaté Gōjū-ryū
- Honaga Norio (1955–), catcheur
- Inoue Nissho (1887–1967), prêtre bouddhiste extrémiste et terroriste
- Hirokazu Kanazawa (1931–), maître de karaté Shōtōkan-ryū
- Kawasoe Masao (1945–), maître de karaté Shōtōkan-ryū[6]
- Kawasoe Norio (1970–), maître de karaté Shōtōkan-ryū[7]
- Masahiko Kimura (1917–1993), maître de judo
- Kōshi Kurumizawa (1925–1994), écrivain
- Shinzo Maeda (1922–1998), photographe de paysage
- Masataka Mori (1932–), maître de karaté Shōtōkan-ryū[8]
- Moriyama Mirai (1984–), acteur de cinéma et de télévision
- Nagano Ai (1974–), actrice de doublage
- Naka Tatsuya (1964–), directeur de l'association japonaise de karaté[9]
- Nakayama Masatoshi (1913–1987), maître de karaté Shōtōkan-ryū
- Hidetaka Nishiyama (1928–2008), maître de karaté Shōtōkan-ryū
- Ochi Hideo (1940–), maître de karaté Shōtōkan-ryū[10]
- Okazaki Teruyuki (1931–), maître de karaté Shōtōkan-ryū
- Oyama Masanori (1964–), batteur du groupe Ziggy et Shammon
- Masutatsu Ōyama (1923–1994), maître de karaté Kyokushinkai
- Doug Rogers (1941–), judoka olympique d'origine canadienne
- Sadamu Uriu (1929–), maître de karaté Shōtōkan-ryū
- Gozo Shioda (1915–1994), maître d'aïkido
- Genki Sudo (1978–), compétiteur de différents arts martiaux
- Muneo Suzuki (1948–), politicien
- Ken Takahashi (1969–), joueur de baseball
- Mai Takahashi (1984–), actrice et mannequin
- Tetsuya Ayukawa (1919–), critique littéraire
- Taiichi Tochinonada (1974–), lutteur de sumo
- Norio Toshiro (1960–), bassiste et compositeur de ZIGGY et de DUST'N'BONEZ
- Tokoro George (1955–), personnalité de télévision
- Takashi Uchiyama (1979–), boxeur super poids plume
- Yasuhiko Funago  (1957–), politicien
- Hideo Watanabe (1934–), politicien
- Hiroyuki Watanabe (1955–), acteur de télévision
- Kimi Onoda (1982-), femme politique
- Nobuko Iwaki, femme politique